# Studentenproteste in Québec 2012

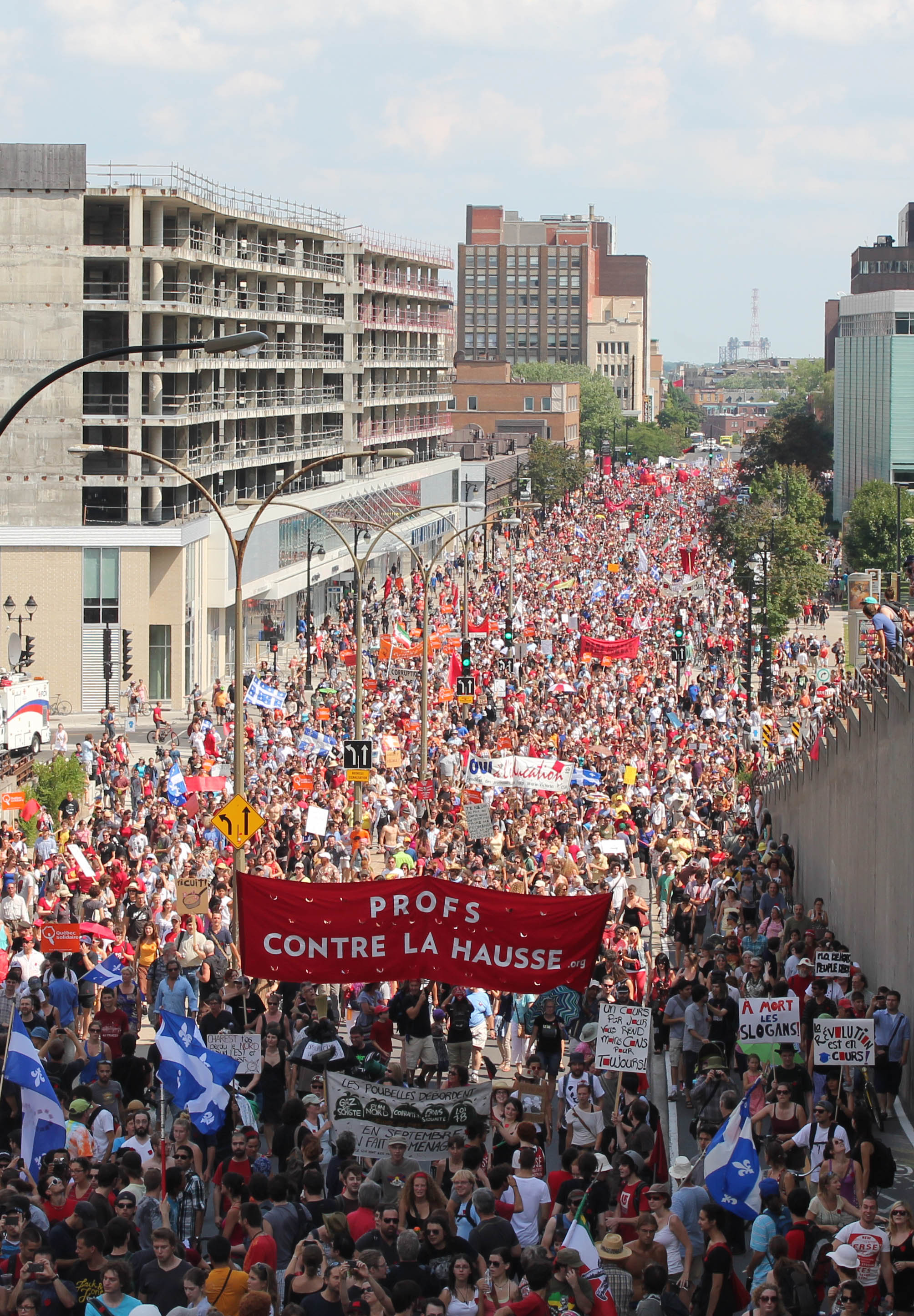
Proteste in Montreal im Juli 2012

Die Studentenproteste in Québec 2012 waren Proteste, die im Februar 2012 in der ostkanadischen Provinz Québec begannen und deren Hochburg Montreal war. Die Studenten protestierten in erster Linie gegen die Erhöhung der Studiengebühren. Nach einem Regierungswechsel im September 2012 und der daraus folgenden Rücknahme der Erhöhung beendeten die Studenten ihre Proteste.

## Hintergrund
Die bisher längsten studentischen Streiks Kanadas richteten sich primär gegen die geplante Erhöhung der Studiengebühren, aber prangerten auch die Begründung der Provinzregierung an, welche die Erhöhung der Studiengebühren durch ein Haushaltsloch begründeten, wobei viele Gegner die geringe Besteuerung ausländischer Minen im Norden der Provinz als Problem sahen.

Illustration der Steigerung der Studiengebühren seit 1968 in kanadischen Dollars. Die vertikalen Streifen zeigen die Regierungszeit der Liberalen (rot) und Sozialdemokraten (blau)

Im Laufe der immer größeren Proteste, welche unter dem Namen Manifestation liefen, formierten sich bis zu 165.000 Studenten, Schüler und andere. Seit März befanden sich viele Schüler und Studenten im Streik. Aufgeheizt wurden die Proteste durch unzählige Verletzte, zwei Studenten verloren ihr Augenlicht, als sie von einem Wasserwerfer getroffen wurden. Auch politisch hatte die Krise Konsequenzen, die Bildungsministerin gab in Anbetracht der Lage ihren Posten auf.

## Gesetz gegen die Studenten „Loi/Bill 78“
Mitte Mai verabschiedete die Provinzregierung ein Notstandsgesetz (Bill 78), das die Versammlungsfreiheit einschränkte und so die Proteste unter Kontrolle bringen sollte. Unter anderem mussten Versammlungen von mehr als 50 Menschen angemeldet werden. Zuwiderhandlungen gegen das Gesetz wurden mit Geldstrafen von bis zu 125.000 Dollar bedroht. Das Gesetz sollte bis zum 1. Juli 2013 in Kraft bleiben. Bereits kurz nach der Bekanntgabe des geplanten Gesetzes kam es in Montreal zu Ausschreitungen.

## Weiterer Verlauf
Nach einem Regierungswechsel im September 2012 nahm die Minderheitsregierung von Pauline Marois sowohl die Erhöhung der Studiengebühren  als auch Bill 78 zurück. Die Studenten legten nach der Wahl eine Protestpause ein und kehrten an die Universitäten zurück. Einige kanadische Studentenorganisationen versuchten seit Ende September 2012, ein kostenfreies Studium durchzusetzen. An diesem Protest nahmen allerdings nur wenige 100 Studenten teil. Die den Studenten von der Regierung zugesagte Diskussion über die Finanzierung des Bildungssystems erfolgte beim Sommet sur l’enseignement supérieur (Gipfeltreffen über die Höhere Bildung) am 25. und 26. Februar 2013.